# M/S Thor Sydfyen
M/S Thor Sydfyen är ett fartyg som ägs av Scandlines. Det trafikerar sträckan Bøjden-Fynshav.

## Fakta
- Passagerare: 300
- Bilar: 50
- Byggår: 1978
- Flagg: Dansk